# Remijden

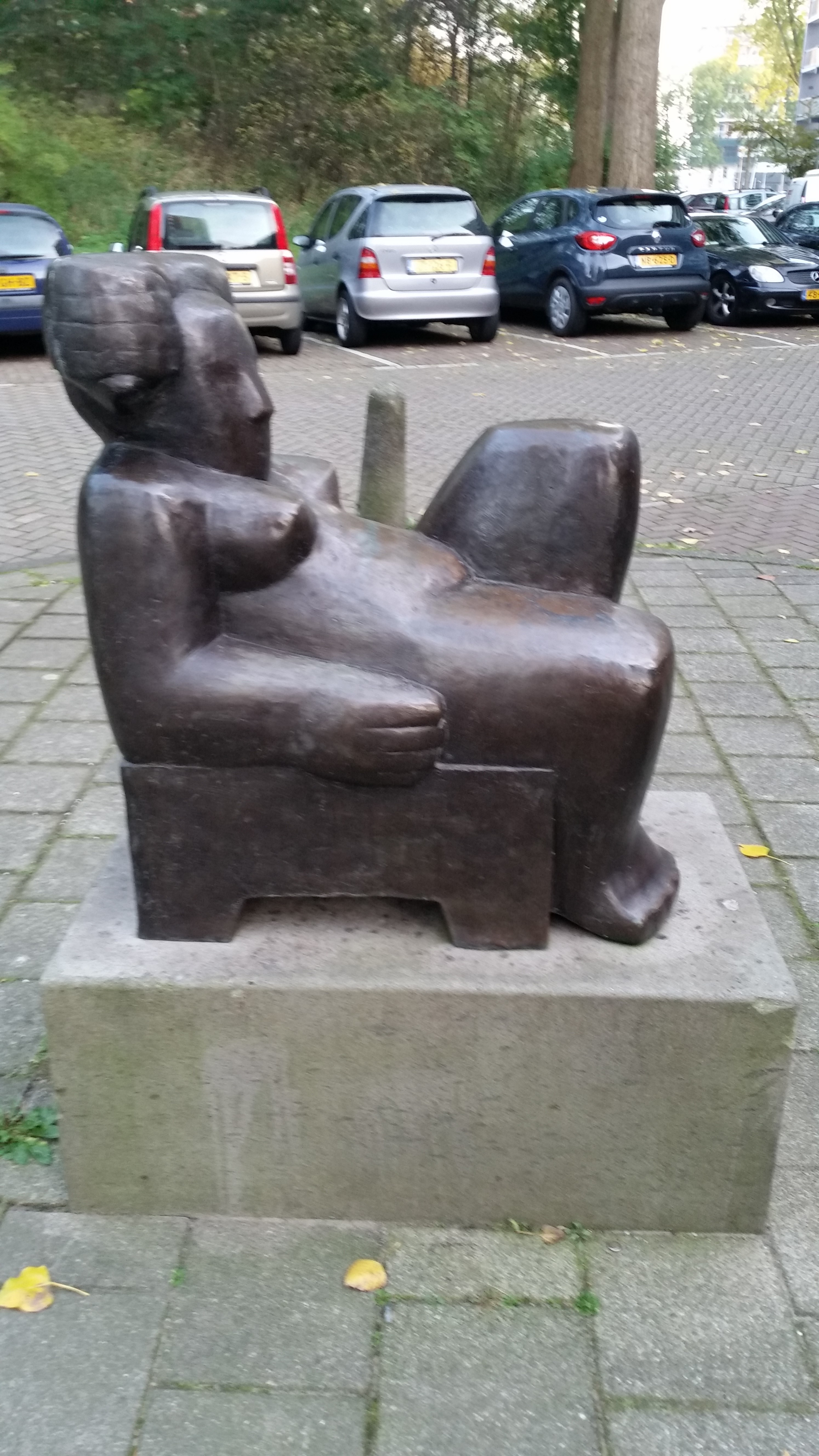
Op een bankje van Wijdeveld (november 2019)

Remijden is een straat in Osdorp in Amsterdam Nieuw-West.

## Geschiedenis en ligging
De straat werd per raadsbesluit op 17 juli 1958 vernoemd naar een stuk land dat binnen de gemeente Sloten lag. Amsterdam annexeerde die gemeente in 1921 mede om de almaar groeiende bevolking een thuis te kunnen bieden.
Straat is gelegen tussen het Groenepad dan wel de Osdorpergracht aan de zuidkant en de Osdorper Ban aan de noordzijde. De straat heeft ook een vertakking naar het westen toe.

## Gebouw
Die vertakking heeft te maken met de bebouwing aan de straat. Die bestaat uit slechts een flatgebouw (huisnummer 1 tot en met 182), die een opengerekte V-vorm heeft. De flat maakt deel uit van in totaal vijf blokken met in totaal circa 7900 galerijwoningen, die gebouwd konden worden in systeembouw. Het ontwerp kwam van architect Frans van Gool, die vlak na de oplevering de flats ook fotografeerde. De flats werden neergezet in de periode 1957 tot 1960, waarbij in december 1959 een modelwoning kon worden bezocht. Voor die tijd waren de flats uitgerust met de nieuwste snufjes. In de ruimte tussen de twee vleugels is speelruimte voor kinderen vrijgehouden; destijds was de bedoeling dat moeders hun kroost in de gaten konden houden vanaf het balkon/galerij. Opvallend aan de flat zijn de soort schilden waarachter de noodtrappen zijn weggewerkt. In een rapport uit 2013 wordt aangeraden deze flats tot gemeentelijk monument te benoemen, hetgeen in 2019 niet het geval is.
In het verlengde van Remijden noordwaarts staan bijna identieke flats met adressen Osdorper Ban, Klarenburg, Boutenburg en Ookmeerweg; ze staan langs de nooit voltooide "snelweg" Geer Ban.

## Kunst
De straat wordt bij de ingang van de galerijflat opgesierd door een kunstwerk van Thijl Wijdeveld, kleinzoon van architect Hendrik Wijdeveld. Het beeld van brons en tufsteen staat er op een betonnen sokkel sinds 1986. Het stelt een persoon voor die zit dan wel hangt op een bankje. Abcoude en Oosterhout hebben varianten van dit beeld.